# Лаврова Наталія Олександрівна
Наталія Олександрівна Лаврова (рос. Наталья Александровна Лаврова; 4 серпня 1984, Пенза — 23 квітня 2010, Пензенська область) — російська спортсменка, перша дворазова олімпійська чемпіонка з художньої гімнастики. Заслужений майстер спорту Росії (2000).
Наталія Лаврова стала займатися спортом у віці 5 років, перший тренер — Ольга Стебенєва.
Закінчила Пензенський державний педагогічний університет ім. В. Г. Бєлінського.
У збірній команді Росії з 1998. Тренер — Тетяна Васильєва. У 1999 на чемпіонаті світу посіла 1-е місце у групових вправах.
30 вересня 2000 на Олімпійських іграх в Сіднеї (Австралія) завоювала золоту медаль у змаганнях з художньої гімнастики у групових вправах. У 2004 в Афінах Наталія знову завоювала золоту медаль, ставши першою дворазової олімпійської чемпіонкою з художньої гімнастики.
Виступала за ВФСТ «Динамо», Пенза. Неодноразовий переможець міжнародних змагань серії Гран-прі у групових вправах.
Нагороджена орденом Дружби (2001).
Була головним тренером спортклубу «Динамо» з художньої гімнастики, а також тренером центру олімпійської підготовки з художньої гімнастики.
Загинула в автокатастрофі під Пензою 23 квітня 2010 разом зі своєю молодшою сестрою.